# Mátraszele
Mátraszele is een plaats (község) en gemeente in het Hongaarse comitaat Nógrád. Mátraszele telt 1071 inwoners (2001).